# Тарасов, Сергей Сергеевич (биатлонист)
Сергей Сергеевич Тарасов (8 марта 1983) — российский биатлонист, трёхкратный призёр всемирной Универсиады, серебряный призёр чемпионата России. Мастер спорта международного класса

## Биография
Выступал за спортивное общество «Динамо» и город Ижевск. Тренеры — Наиль Галинурович (Николай Григорьевич) Хазеев и Лариса Павловна Путятина. Выступал за Удмуртию и параллельным зачётом за Тюменскую область.
В сезоне 2003/04 принимал участие в юниорском Кубке Европы.
На всемирной зимней Универсиаде 2007 года в Турине завоевал три медали — был вторым в спринте и третьим — в гонке преследования и эстафете.
В сезоне 2007/08 стартовал на этапах Кубка Европы. Лучший результат — 18-е место в спринте на этапе в Гейло.
На внутренних соревнованиях становился серебряным призёром чемпионата России 2009 года в гонке патрулей в составе сборной Тюменской области.